# Bundesgartenschau 2001

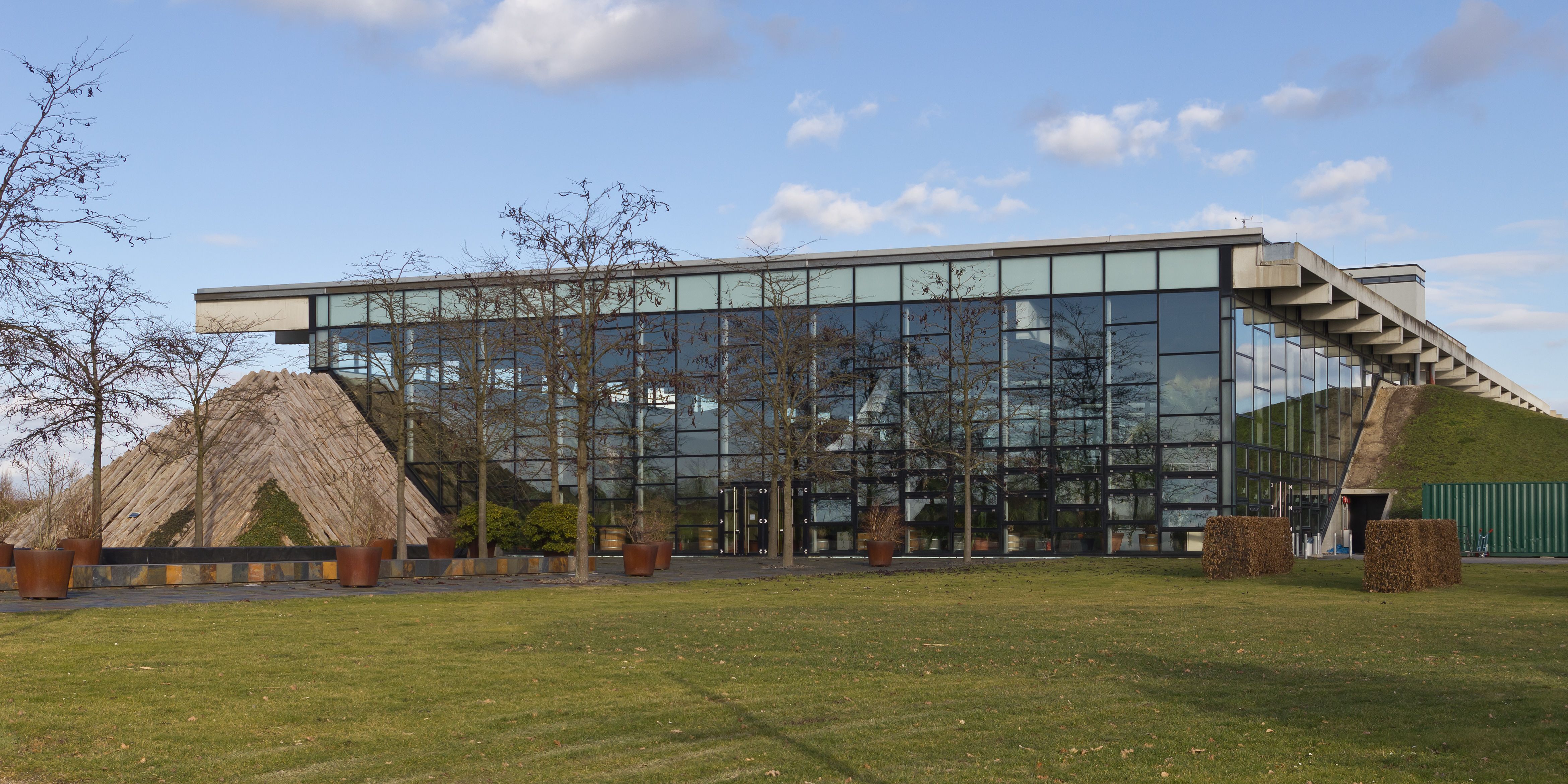
Biosphäre im Potsdamer Volkspark

Die Bundesgartenschau 2001 fand vom 21. April bis 7. Oktober 2001 in Potsdam statt.
Der Volkspark Potsdam im Bornstedter Feld war Hauptgelände dieser Bundesgartenschau. Weitere Gartenschaufläche war beispielsweise der wieder geschaffene Lustgarten in Potsdams Innenstadt. Attraktionen waren Orte am Fluss, Historische Innenstadt, Feldflur und die Biosphäre Potsdam.